# Amt Ostholstein-Mitte
L’ amt Ostholstein-Mitte est un amt, c'est-à-dire une forme d'intercommunalité du Schleswig-Holstein, dans l'arrondissement du Holstein-de-l'Est, dans le Nord de l'Allemagne. Il regroupe cinq municipalités.

## Source de la traduction
- (de) Cet article est partiellement ou en totalité issu de l’article de Wikipédia en allemand intitulé « Amt Ostholstein-Mitte » (voir la liste des auteurs).